# Wang Juanyong
Pour les articles homonymes, voir Wang (patronyme).
Dans ce nom chinois, le nom de famille, Wang, précède le nom personnel.
Wang Juanyong, né le 11 avril 2000 à Qingdao, est un coureur cycliste chinois.

## Biographie
En avril 2019, Wang Junyong s'impose au sprint sur la troisième étape du Tour de Iskandar Johor,.

## Palmarès et résultats

### Palmarès par année
- 2019
  - 3e étape du Tour de Iskandar Johor

### Classements mondiaux
| Année         | 2019 |
| ------------- | ---- |
| UCI Asia Tour | 158e |